# Krobia (wieś w województwie mazowieckim)
Krobia – wieś sołecka w Polsce położona w województwie mazowieckim, w powiecie ostrołęckim, w gminie Kadzidło.
W latach 1975–1998 miejscowość administracyjnie należała do województwa ostrołęckiego.
Wierni Kościoła rzymskokatolickiego należą do parafii Parafia Ducha Świętego w Kadzidle

## Historia
Wieś z rodowodem sięgającym XII wieku, wypomniana w dokumentach z roku 1187 (Kodeks Dypl. Polski t.I str.14). Własność kapituły płockiej.
Według Słownika geograficznego Królestwa Polskiego z roku 1883, w wieku XIX Krobia stanowiła  wieś w powiecie ostrołęckim, gminie Nasiadki, parafii Kadzidło.

Lustracja z roku  1827 r. wykazała 21 domów zamieszkałych przez 130 mieszkańców. 
W latach 1921–1939 wieś leżała w województwie białostockim, w powiecie ostrołęckim, w gminie Nasiadki (od 1931 w gminie Kadzidło).
Według Powszechnego Spisu Ludności z 1921 roku wieś zamieszkiwało 200 osób w 35 budynkach mieszkalnych. Miejscowość należała do parafii rzymskokatolickiej w Kadzidle. Podlegała pod Sąd Grodzki w Myszyńcu i Okręgowy w Łomży; właściwy urząd pocztowy mieścił się w Kadzidle.
W wyniku agresji niemieckiej we wrześniu 1939 wieś znalazła się pod okupacją niemiecką. Od 1939 do wyzwolenia w 1945 włączona w skład Landkreis Scharfenwiese, rejencji ciechanowskiej Prus Wschodnich III Rzeszy.
W latach 1975–1998 miejscowość administracyjnie należała do województwa ostrołęckiego.

## Osoby związane z wsią
- Stanisław Brzozowy, śpiewak ludowy, urodzony i mieszkający w Krobi[13]